# Río Mabay
El río Mabay es un curso de agua de la isla de Cuba. Discurre por la provincia de Granma.

## Descripción
El río, que discurre por la provincia cubana de Granma, tiene su origen en las estribaciones occidentales de la sierra de Guisa. Corre con un fuerte declive hacia el norte, por quebradas montuosas y siempre inmediato a la ribera izquierda del Bayamo. Va a perderse en la ciénaga del Buey, cerca del arroyo Guacabito. Aparece descrito en el tercer tomo del Diccionario geográfico, estadístico, histórico, de la isla de Cuba de Jacobo de la Pezuela con las siguientes palabras:

Mabay. (rio) Tiene su orígen en las estribaciones occidentales en la sierra de Guisa y en la hacienda de Caguaibas. Corre con un fuerte declive hácia el N., inmediato á la ribera izquierda del Bayamo, por quebradas montuosas y con una anchura variable de 5 á 6 varas hasta las inmediaciones del caserío del Dátil y la hacienda de la Candelaria, por donde está su curso medio. Dirigiéndose desde aquí hácia el N. O., y formando charcos poco profundos, corre paralelo al arroyo Bacajama, y va á perderse en la ciénaga del Buey, cerca del arroyo Guacabito. Riega las haciendas de Mabay-arriba, Caobas, Peralejo, Jucaibama y otras, y cubren sus márgenes en el curso inferior y medio el estenso y frondoso bosque de su nombre. Los afluentes de este rio son poco importantes, escepto la Cañada Larga ó laguna de Jucaibama, que corre unas 2 ½ leguas, forma dos brazos, envia sus aguas por uno de ellos al Mabay por el corral del Jotí, y por el otro va á derramarse por la orilla derecha en el rio Juacabo. Sus principales pasos son: el de la Jagua, el del Ingenio, por donde tiene hasta 8 varas de anchura, y el del camino de Bicana, donde se establece una canoa cuando hay avenidas que son poco peligrosas y que por el punto por donde mas crecen sus aguas sobre el nivel ordinario, son de unas 4 varas. En el paso del camino de Barrancas construyeron en 1848 los habitantes de sus inmediaciones un puente de maderas labradas sobre horcones firmes que se conserva en buen estado; no así otro que hay en el camino de Juraguá ó de Buey-Abajo, que se halla muy deteriorado. Sus aguas, en su curso superior y medio son muy buenas, pero hácia el paso del camino de Barrancas son gordas y enfermizas, pero de buen gusto. No cria mas pesca que biajacas y tortugas. En su parte inferior su tortuoso curso deja largos espacios secos en la estacion rigorosa, y su lecho es regularmente fangoso por esta parte, de piedras en su curso superior, y de buenas arenas en algunos puntos. Su corriente general es de 11 á 13 leguas, segun las evaluaciones distintas que se han hecho de este rio, que corre por los partidos del Dátil y Barrancas y por la J. de Bayamo.
(Pezuela, 1863, p. 534)